# Valio

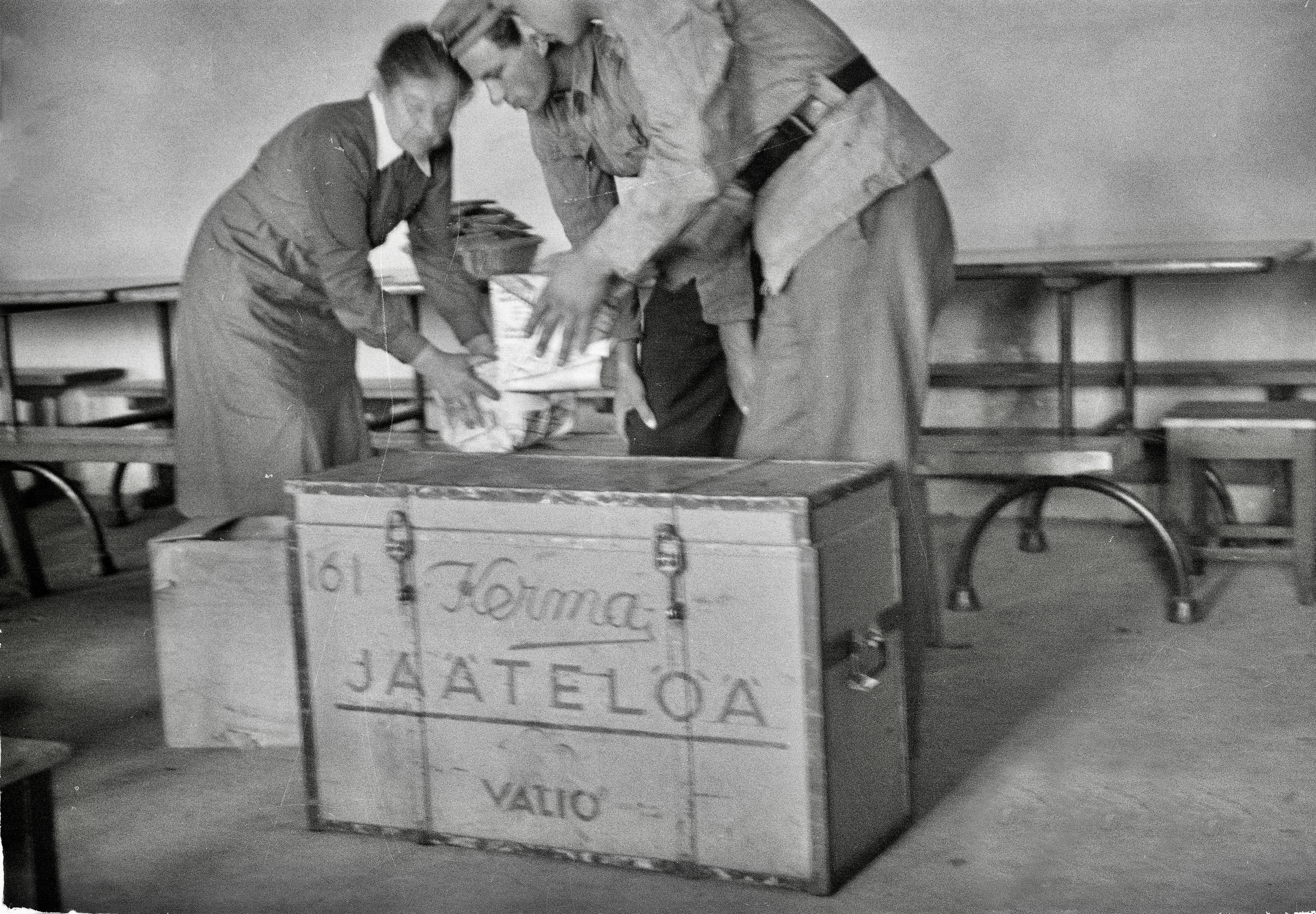
Valioglassleverans till Åland 1942

Valio är Finlands största och mest kända mejeriföretag. Smör, som var företagets första produkt, exporteras numera till ett trettiotal länder. Företaget grundades 1905.
Till Sverige började Valio exportera 1994, och säljer framförallt laktosfria mjölkprodukter och matfett. Exporten av smör till Sverige påbörjades 2009.